# Бельовська культура
Бельовська культура (Бєльовська культура) — археологічна культура новокам'яної доби.
Датується 4-2 тисячоріччям до н. е..

## Поширення
Поширена у горішньому Пооччі переважно між містами Бельов-Серпухов. Невеликі притоки у верхів'ях Оки були заселені носіями деснянської новокам'яної культури. Долину Оки й частину її приток займала бельовська культура з характерним ромбічним візерунком. Частину правобережжя Оки на плато займали носії традиційної ямкової кераміки.
Назва походить від міста Бельов (рос. Белёв; до 1918 року: Бѣлевъ) над Окою у Тульській області. Проте за сучасними дослідженнями її центр не знаходився у окрузі цього міста.

## Дослідження
Вперше систематизацію знахідок у Бельовську культуру провів А. Я. Брюсов. Детальнішу класифікацію культури розробила Г. Ф. Полякова з характерним поселенням Сестринський Хрящ. Вона розділила культуру на ранній (3000—2500 роки до н. е.) та пізній (30 000—2000 роки до н. е.) етапи.
В. П. Третьяков вважав, що бельовська культура та з подібними до неї знаряддями займали значно більшу територію Подесення, горішнього Подніпров'я та горішнього Подоння, що, на його думку, відповідало ямково-гребінцевої кераміки культурі. Він вважав, що існувала єдина деснянсько-бельовська культура Подесення та Пооччя.
А. С. Смирнов вважав, що пам'ятки бельовської культури відносяться до деснянської новокам'яної культури.
В. В. Сидоров вважає пам'ятки горішнього Пооччя локальним варіантом льяловської культури.
Сучасні дослідження підтверджують існування окремої бельовської культури.

## Опис
Найдавніша поселення — Грем'ячевське, навпроти впадіння річки Жиздра в Оку. Відноситься до часу переходу від мезоліту до неоліту.
Для бельовської культури характерне вироблення крем'яних знарядь з великих ножеподібних пластин. Характерні довгі і вузькі крем'яні кинджали, скребки на довгих пластинах, довге існування мікролітичних наконечників стріл з пластин з частковою ретушшю. У кераміці типовий шаховий візерунок з ромбічних відтисків.